# مدل تابع

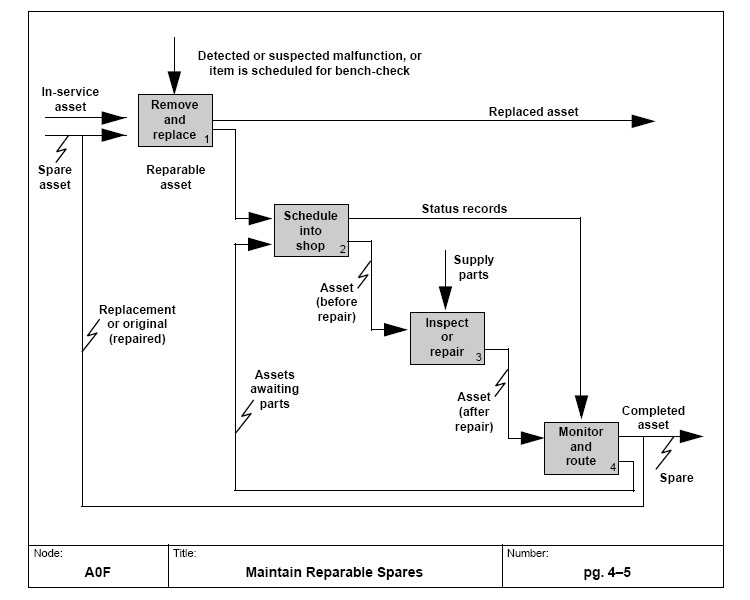
نمونه‌ای از یک مدل عملکرد مربوط به فرایند نگهداری قطعات قابل تعویض

مدل تابع (انگلیسی: Function model) یا مدل عملکرد، در مهندسی سامانه‌ها و مهندسی نرم‌افزار، نمایش ساختار یافته‌ای از توابع (فعالیت‌ها، اقدامات، فرایندها و عملیات) درونِ سیستم یا حوزهٔ موضوعِ مدل، می‌باشد. یک مدل عملکرد، مشابه با مدل فعالیت یا مدل فرایند، نمایشی گرافیکی از عملکرد یک کسب‌وکار، در یک محدودهٔ از پیش تعریف‌شده‌است. اهداف مدل‌های تابع یا عملکرد شامل؛ توصیف کارکردها و فرایندها، کمک به کشف نیازهای اطلاعاتی، شناسایی فرصت‌ها و ایجاد مبنایی برای تخمین هزینه‌های محصول و خدمات می‌باشد.

### تاریخچه
استفاده از مدل‌های عملکرد در زمینه مهندسی سیستم‌ها، از دهه‌های ۱۹۵۰ و ۱۹۶۰ آغاز گردید، ولی پیشینه مدل‌سازی توابع (عملکرد) در حوزه فعالیت‌های سازمانی، به اواخر قرن ۱۹ میلادی بازمی‌گردد. در آن زمان اولین نمودارهایی  که فعالیتها، اقدامات، فرایندها یا عملیات تجاری را نشان می داند، به وجود آمدند و در نیمه اول قرن بیستم اولین روشهای ساختار یافته برای مستندسازی فعالیتهای فرایندهای تجاری معرفی شدند. یکی از این روشها نمودار فرآیند-جریان بود که توسط فرانک گیلبرت به اعضای انجمن مهندسان مکانیک آمریکا (ASME) در سال 1921 با ارائه ای با عنوان "نمودارهای فرآیند - اولین گام در یافتن بهترین راه" معرفی شد. ابزارهای گیلبرت به سرعت به برنامه های درسی مهندسی صنایع راه یافت.